# Torr a'Chaisteal Fort

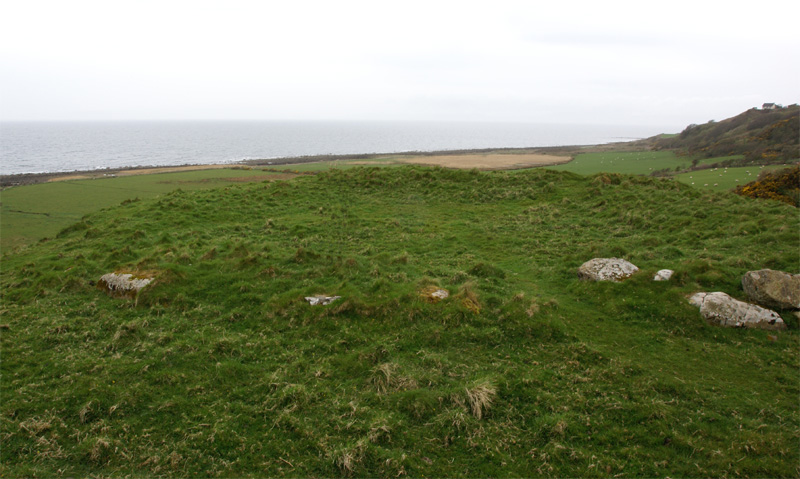
De resten van het roundhouse boven op de heuvel van Torr a'Chaisteal Fort met rechts de ingang.

Torr a'Chaisteal Fort, ook Torr a'Chaisteal Dun genoemd, is een roundhouse uit de ijzertijd, gelegen ruim zes kilometer ten noorden van Blackwaterfoot aan de zuidwestzijde van Arran in de Schotse regio North Ayrshire.

## Beschrijving
Torr a'Chaisteal Fort lag op een natuurlijke hoogte, uitkijkend over de zee. Het bestond uit een versterkt gebouw met een dikke stenen muur boven op de hoogte. Om dit roundhouse heen bevond zich een aarden omwalling met greppel. Dit geheel lag in een vruchtbaar gebied.
Tijdens opgravingen in de negentiende eeuw ontdekte men menselijke botresten, een maalsteen en enige ijzerresten, die bewijs leverden dat er op de heuvel een nederzetting was. Ze werden gedateerd op 200 na Christus of enige eeuwen vroeger. De nederzetting werd vermoedelijk al in het eerste millennium verlaten. Er is in de loop van de tijd weinig van de oorspronkelijke bebouwing overgebleven.
Hoe het roundhouse er precies heeft uitgezien op deze plek is onbekend, maar vermoed wordt dat het vergelijkbaar is met andere vondsten in het westen van Schotland uit de periode 100-200 na Christus. Het stenen gebouw zal een houten dak hebben gehad. Dit roundhouse had een diameter van veertien meter.
Het ontwerp van het roundhouse werd later geavanceerder en latere roundhouses werden dan ook complexer. Het toppunt van het ontwerp was de broch.

## Beheer
Torr a'Chaisteal Fort wordt beheerd door Historic Environment Scotland en is vrij toegankelijk. De heuvel ligt op zo'n vijfhonderd meter loopafstand van de A841.